# Marcos Valdés Bugarini
Marcos Valdez Bugarini (Julimes, Chihuahua, 21 de noviembre de 1906 – 5 de diciembre de 1997) fue un beisbolista y pitcher mexicano, que jugó en Norteamérica, miembro del Salón de la Fama del Beisbol Mexicano.

## Biografía
Nació el 21 de noviembre de 1906 en el Municipio de Julimes, Chihuahua. A los 10 años empezó a jugar béisbol. A los 15 años jugó el campeonato de su localidad como primera base, aunque destacó como bateador. 
En 1925 alineó con el equipo Nacionales de San Bernardino California, el lanzador que abriría el juego se enfermó y Bugarini pidió la bola para pitchear, admitiendo solo tres hits para ganar el encuentro 1 a 0. Iniciaba así su brillante carrera de lanzador, logrando esa temporada siete triunfos en forma consecutiva lo que los convirtió en el ídolo del momento.  
Marcos Valdez le tocó participar en el equipo de béisbol "43 Batallón"  en Torreón Coahuila, formado por el Coronel Ibarra que organizó en 1926-27 junto con otros jugadores profesionales, como Martín Dihigo, otras estrellas.
En 1930 reforzó a Fabriles en una gira por Estados Unidos. Al retornar al país fue lanzador titular en el Fabriles, equipo de Homobono Márquez, que después se llamó Aztecas. Ahí tuvo de compañeros a Ramón Bragaña, Basilio “Brujo” Rosell, Agustín Bejerano, "Polín", José Luis "Chile" Gómez, Barradas, Felipe Montufar y otros grandes beisbolistas.
El 28 de mayo de 1939 en el primer partido en Monterrey jugando en equipo Carta Banca, ganó por blanqueada 3-0 en un duelo de picheo al legendario Martín Dihigo contra el Águila de Veracruz. Marcos, ganó dos encuentros en un solo día, ingresando al libro de récords con victorias de 8-0 y 4-2 sobre Alijadores de Tampico, para quedarse con el trofeo de la Copa Gobernador. 
En 1940 jugó con los Azules para un récord de 11-6.
Formó parte de la selección mexicana en los Juegos Centroamericanos y del Caribe de 1938.

## Reconocimientos
Ingresó Salón de la Fama del Deporte Chihuahuense. También al Salón de la Fama del Béisbol Mexicano en 1986. En Julimes el parque de béisbol lleva su nombre. En la ciudad de Chihuahua un parque de sofbol y una Unidad deportiva llevan su nombre.